# Qualea amapaensis
Qualea amapaensis là một loài thực vật có hoa trong họ Vochysiaceae. Loài này được Balslev & S.A.Mori miêu tả khoa học đầu tiên năm 1981.